# Framicourt
Framicourt ist eine nordfranzösische Gemeinde mit 157 Einwohnern (Stand 1. Januar 2022) im Département Somme in der Region Hauts-de-France. Die Gemeinde liegt im Arrondissement Amiens und ist Teil der Communauté de communes Somme Sud-Ouest und des Kantons Poix-de-Picardie.

## Geographie
Die zerstreute Gemeinde mit den Ortsteilen Petit Framicourt und Witainéglise liegt auf der Hochfläche über dem linken Ufer der Bresle östlich der früheren Route nationale 28 und der Autoroute A28.

## Einwohner
| 1962 | 1968 | 1975 | 1982 | 1990 | 1999 | 2006 | 2011 |
| ---- | ---- | ---- | ---- | ---- | ---- | ---- | ---- |
| 139  | 137  | 117  | 102  | 106  | 151  | 158  | 179  |

## Verwaltung
Bürgermeister (maire) ist seit 2014 Sylvie Ducrocq.

## Sehenswürdigkeiten
- Kirche Notre-Dame-de-la-Nativité[1]

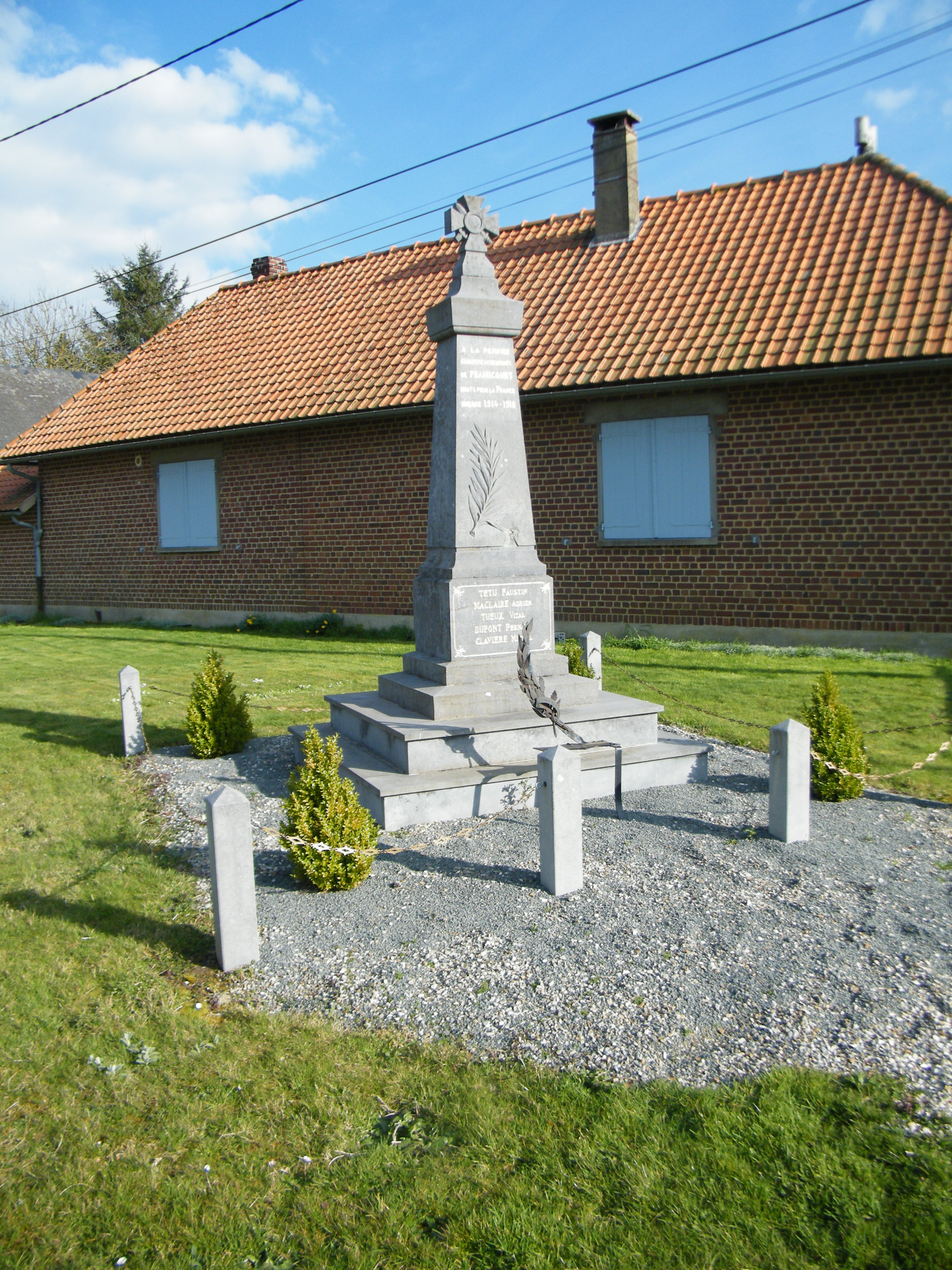
Kriegerdenkmal

- Kirche Saint-Martin in Witainéglise
- Kriegerdenkmal